# Alexander Herzog (Schauspieler)
Alexander Herzog (* 18. Mai 1934 in Berlin; † 2009) war ein deutscher Schauspieler, Synchron- und Hörspielsprecher.

## Leben
Herzog war ein Berliner Schauspieler, der insbesondere in den 1980ern und 1990er Jahren in vielen größeren und kleineren Rollen zu hören war. Gelegentlich war er in TV-Formaten zu sehen (z. B. Detektivbüro Roth, Der Hausgeist, Wolffs Revier). Bekanntheit erlangte er allerdings durch seine Stimme. In Die Schöne und das Biest (1991) sprach er Maurice, in Zurück in die Zukunft (1985) Will Hare und in Ghostbusters (1984) Norman Matlock. Außerdem synchronisierte er die Filme Ist ja irre – diese müden Taxifahrer (1963), Hellraiser – Das Tor zur Hölle (1987), Meine teuflischen Nachbarn (1989), JFK – Tatort Dallas (1991), New Jack City (1991) oder in Master & Commander – Bis ans Ende der Welt (2003). Darüber hinaus sprach er unzählige verschiedene Rollen in Hörspielen wie Benjamin Blümchen, Bibi Blocksberg, Bibi und Tina und Jan Tenner.

## Filmografie

### Schauspieler
- 1963: Die fünfte Kolonne: Das gelbe Paket (Regie: Jürgen Goslar) laut Die Krimihomepage
- 1964: Willy Reichert in...: Der vierte Gangster (Regie: Paul R. Heil)
- 1964: Die Karte mit dem Luchskopf: Die Frau auf der Treppe (Regie: Hermann Kugelstadt) laut Die Krimihomepage
- 1983: Wie im Leben. Sehr verschiedene Geschichten laut DRA-Online-Dienste
- 1986: Detektivbüro Roth – Skandal im Schrebergarten, – Waffen für den großen Sturm
- 1987: Hals über Kopf (TV-Serie)
- 1989: Geld macht nicht glücklich
- 1989: Ein Heim für Tiere – Max, der Marder
- 1990: Hotel Paradies (TV-Serie) laut OFDb
- 1990: Harald und Eddi (TV-Serie)
- 1991: Der Hausgeist (TV-Serie, 2 Folgen)
- 1992: Wolffs Revier – Zivilcourage
- 1992: Auto Fritze (TV-Serie)
- 1993: Sylter Geschichten – Comeback in Kampen

### Synchronsprecher (Auswahl)

#### Filme
- 1941: Für John Hamilton in Hier ist John Doe als Jim (2. Synchro)
- 1960: Für Laurence Haddon in Feuersturm als Captain der Enterprise
- 1980: Für King Donovan in Die Diebe von Marschan als Merat
- 1984: Für Norman Matlock in Ghostbusters – Die Geisterjäger als Police Commissioner
- 1989: Für John Caulfield als Baxter und die Rabenmutter als Taxifahrer #2
- 1989: Für Darren McGavin in In 80 Tagen um die Welt als Benjamin Mudge
- 1990: Für James Grant Benton in Katastrophenflug 243 als Kapali
- 1992: Für Charley Grapewin in Spione küsst man nicht als Martin
- 1993: Für Charles Knapp in Der beste Spieler weit und breit: Sein größtes Spiel als Shuster
- 1998: Für Red West in Ich weiß noch immer, was du letzten Sommer getan hast als Paulsen
- 2000: Für Jonathan Winters in Die Abenteuer von Rocky und Bullwinkle als Jeb

#### Serien
- 1995: Für Kôzô Shioya in Z wie Zorro als Sergeant Pedro Gonzales
- 2004–2006: Für Bob Gunton in Desperate Housewives als Noah Taylor